# Karang Dalem
Karang Dalem is een bestuurslaag in het regentschap Sampang van de provincie Oost-Java, Indonesië. Karang Dalem telt 7057 inwoners (volkstelling 2010).